# 達比 (愛達荷州)
達比（英語：Darby）是位於美國愛達荷州提頓縣的一個非建制地區。該地的面積和人口皆未知。

## 地理
達比的座標為43°41′39″N 111°03′58″W / 43.69417°N 111.06611°W，而該地的平均海拔高度為1927米（即6322英尺）。